# 步荒
步荒（1924年—？），原名李宝珍，男，原籍直隶（今河北）肃宁，生于奉天（辽宁）沈阳，中国航空附件技术专家，曾任609所总工程师、研究员级高级工程师。